# Olubanke King-Akerele
Olubanke King-Akerele (ur. 1946) – liberyjska polityk i dyplomatka. W październiku 2007 została zaprzysiężona na ministra spraw zagranicznych przez prezydent Ellen Johnson-Sirleaf, zastępując George’a Wallace’a.
Akerele służyła poprzednio jako minister finansów i przemysłu. Wcześniej przez 20 lat działała w ONZ. Jest prawnuczką szesnastego prezydenta Liberii Charlesa Kinga.

## Edukacja
Akerele studiowała na nigeryjskim University of Ibadan; ukończyła Brandeis University ze stopniem licencjata ekonomii, Northeastern University ze stopniem magistra ekonomii zasobów ludzkich oraz Columbia University jako magister ekonomii edukacji. Studiowała także na University of Liberia na wydziale prawa.